# Armascirus gimpeli
Armascirus gimpeli är en spindeldjursart som beskrevs av Frank Jason Smiley 1992. Armascirus gimpeli ingår i släktet Armascirus och familjen Cunaxidae. Inga underarter finns listade i Catalogue of Life.